# Рамултовиці
Рамултовиці (пол. Ramułtowice, нім. Illnisch-Romolkwitz) — село в Польщі, у гміні Костомлоти Сьредського повіту Нижньосілезького воєводства.
Населення — 322 особи (2011).
У 1975-1998 роках село належало до Вроцлавського воєводства.

## Демографія
Демографічна структура станом на 31 березня 2011 року:
|          | Загалом | Допрацездатний вік | Працездатний вік | Постпрацездатний вік |
| -------- | ------- | ------------------ | ---------------- | -------------------- |
| Чоловіки | 164     | 26                 | 132              | 6                    |
| Жінки    | 158     | 28                 | 92               | 38                   |
| Разом    | 322     | 54                 | 224              | 44                   |